# Hotepsekhemui
Hotepsekhemui (nom d'Horus: Hotepsekhemwy o Hetepsekhemwy = 'El que satisfà els poders'; nom de naixença Hotep; nom de Nesut-biti i de Nebti: Horus Hotepsekhemui = 'Els dos poders estan en pau') fou el primer faraó de la dinastia II de l'antic Egipte; el seu nom pot ser referit a la pau entre els déus Horus i Seth o entre l'Alt i Baix i Egipte. Les dates podrien estar vers el 2725 al 2700 aC.
No se sap com va arribar al poder, però probablement fou per enllaç amb una princesa de l'anterior dinastia I. Alguns pensen que fou fill del faraó Qa'a. Segells d'aquest faraó s'han trobat a la tomba de Qa'a a Abidos i a la piràmide de Djoser. El seu nom apareix també gravat a la pedra en una estàtua d'un sacerdot anomenat Hotepdif o Redjit, encarregat del seu culte, que encara vivia sota els seus successors. Almenys tres inscripcions més se n'han robat: un cilindre a Helwan; una pedra a la piràmide de Menkaure; i una gerra d'alabastre en una tomba a Badari. Entre Qa'a i Hotepsekhemui hi devia haver alguns faraons que van governar sobre tot o part d'Egipte.
Del seu regnat, se sap d'un terratrèmol a la regió de Bubastis al delta.
Es pensa que no es va enterrar a Abidos sinó a Saqqara, i en aquest cas el tipus de tomba fou diferent als seus antecessors, amb un vast complex de galeries mai vistes abans. La seva possible tomba fou localitzada el 1902 per l'arqueòleg italià Barsanti; hi ha a la tomba nombrosos segells del faraó; la tomba sembla que no es va acabar totalment, però sí la cambra funerària i l'habitació del costat; hi havia altres 20 habitacions preparades suposadament per als seus servents.
Segons Manethó, el faraó es deia Boethos i va regnar 38 anys, però per les restes arqueològiques es pensa que fou més curt, d'uns 15 o 20 anys. A les llistes egípcies, se l'anomena com a Bezau (Abidos), Neter Bau (Saqqara) o Bautnetjer (papir de Torí). El seu successor fou Raneb (Nebre), que podria ser el seu germà, i alguns pensen que va donar un cop d'estat i va prendre el poder.